# Lukáš Rypl
Lukáš Rypl (Kraslice, 11 dicembre 1991) è un ex combinatista nordico ceco.

## Biografia
Originario di Bublava, Rypl ha esordito in Coppa del Mondo il 25 febbraio 2012 a Liberec, senza completare la gara, e ai Campionati mondiali a Falun 2015, dove si è classificato 47º nel trampolino normale, 45º nel trampolino lungo e 8º nella gara a squadre dal trampolino normale.